# Friedrich Geiger
Friedrich Geiger (Süßen, 24 novembre 1907 – Bad Überkingen, 13 giugno 1996) è stato un designer tedesco attivo nella progettazione di automobili. Fu attivo nel settore automobilistico e noto per il suo straordinario apporto presso la Mercedes-Benz.

## Biografia

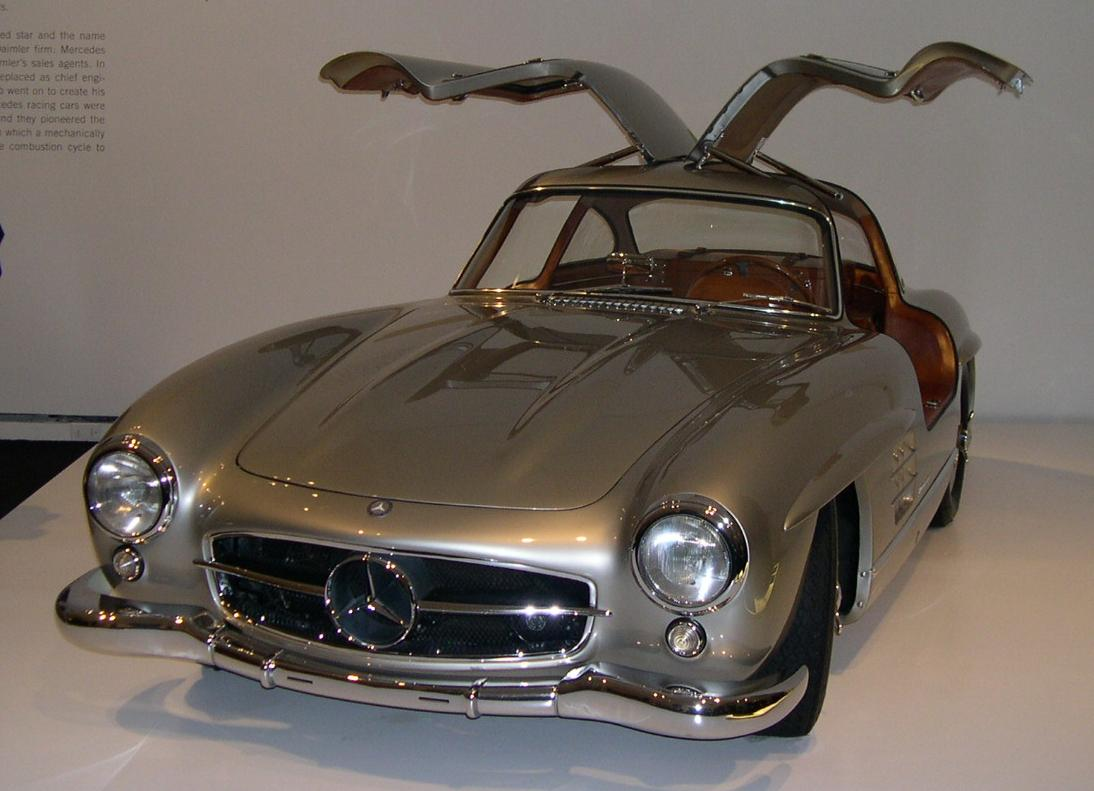
Una 300SL "Ali di gabbiano", capolavoro di Geiger

La formazione di Geiger avvenne da ragazzino, nel settore dei carretti tirati da animali da soma. Terminati gli studi superiori si iscrisse alla facoltà di ingegneria del design e dal 1933 venne assunto alla Mercedes-Benz, dove rimarrà quasi per sempre.
Il primo lavoro che venne affidato a lui presso la casa di Stoccarda fu quello di disegnare una vettura sportiva di lusso, destinata a sostituire la 380K. Dalla sua matita nacque così la 500K, già un mito nella produzione Mercedes-Benz. La vettura, che in realtà non differiva di molto dalla sua antenata, presentava alcuni tocchi che ne impreziosivano la carrozzeria, firmati proprio da Geiger.
Subito dopo fu la volta dell'erede della 500K, ossia la 540K, sempre disegnata da Geiger.
Dopo la parentesi bellica, Geiger lasciò per breve tempo il gruppo Daimler-Benz, precisamente dal 1948 al 1950. Quando ritornò, stava per nascere un nuovo Centro Stile Mercedes-Benz, ed egli fu lieto di ricevere l'incarico di responsabile di tale settore. Dovette subito pensare a rinnovare la produzione in serie. Mentre la casa della stella offriva in listino la pre-bellica 170V e la 220, anch'essa di concezione antiquata, Geiger, sotto la supervisione di Karl Wilfert, lavorò al progetto di una nuova vettura a scocca portante che doveva raccogliere proprio l'eredità di una vettura di successo come la 170V. Il risultato fu la 180 Ponton del 1953, in seguito affiancata dalla più lussuosa 220 Ponton del 1954, sempre firmata da Geiger, ma il capolavoro di questo straordinario designer fu un altro. Sempre nel 1954 venne infatti svelata la prima sportiva Mercedes-Benz stradale, la 300SL "Ali di gabbiano", un vero colpo da maestro, una vettura acclamata anche ai giorni nostri come uno dei più straordinari capolavori di stile dell'intera storia automobilistica.
Come responsabile del settore design, Geiger lavorò fino al 1973, dopodiché andò in pensione: suo è stato anche il merito di aver formato altri designer, uno fra tutti Bruno Sacco, che diventerà suo erede proprio a partire dal 1973.
Nel frattempo Geiger firmò altri modelli Mercedes-Benz molto significativi, come la 600 limousine, la gamma Heckflosse e le eleganti SL "Pagoda", ma anche le Classi S W108 e W116, nonché le sportiveggianti SLC ed SL R107.
Friedrich Geiger morì nel 1996; nel 2007 fu proprio Bruno Sacco a dedicare una celebrazione dei cento anni dalla nascita di Geiger, ricordandone il valore.